# Žagarski potok
Žagarski potok je pritok potoka Dobrunjščica, ki teče skozi naselje Sostro pri Ljubljani in se izliva v Ljubljanico.